# ديفيد إدواردز (لاعب كريكت بريطاني)
ديفيد إدواردز (6 يونيو 1980 في المملكة المتحدة - ) (بالإنجليزية: David Edwards)‏ هو لاعب كريكت بريطاني. لعب مع نادي مقاطعة ستافوردشاير للكريكت ‏.

## وصلات خارجية
- ديفيد إدواردز على موقع إي آس بي آن كريك إنفو (الإنجليزية)